# ألكسندر كوماروف
ألكسندر كوماروف (بالروسية: Комаров, Александр Георгиевич)‏ (و. 1923 – 2013 م) هو لاعب هوكي الجليد روسي، ولد في خاباروفسك، مركز لعبه هو جناح ‏، توفي في سامارا، عن عمر يناهز 90 عاماً.

## جوائز
حصل على جوائز منها:

جائزة سيد الرياضة السوفيتي التشريفية ‏

## روابط خارجية
- ألكسندر كوماروف على موقع EliteProspects.com (الإنجليزية)
- ألكسندر كوماروف على موقع Eurohockey.com (الإنجليزية)